# Wemerson Nogueira
Wemerson da Silva Nogueira (Nova Venécia, 4 de novembro de 1990 ) é um professor brasileiro, indicado ao prêmio Global Teacher Prize, considerado o Prêmio Nobel da Educação.

## Biografia e carreira
Wemerson nasceu em Nova Venécia, no estado do Espírito Santo. Nogueira, é o mais novo dos sete filhos de um casal de agricultores aposentados, que sempre estudou em escola pública. É formado em Ciências biológicas.
A escola em que ele trabalha localiza-se em bairro do subúrbio de Boa Esperança, no Espírito Santo, conhecido por possuir uma alta taxa de criminalidade. A criminalidade, por muitas vezes, envolveu os pais do alunos da escola e também os próprios alunos no mundo da violência o do tráfico de entorpecentes. Wemerson, ao notar a elevada taxa de abandono escolar, se reuniu com os gestores e outros professores da escola para trabalhar em um projeto social chamado Jovens Cientistas: Projetando um Futuro Novo. A finalidade do projeto era mostrar aos alunos que a escola é o melhor lugar para se tornar bons cidadãos, e assim melhorando o comportamento escolar, a fim de criar um método eficiente de ensino nas aulas de ciência.
Depois de tanto esforço e trabalho com os alunos, a escola conseguiu trazer de volta 90% dos seus estudantes do mundo das drogas e da criminalidade em quatro anos. Na atualidade, a escola é considerada e melhor da cidade de Boa Esperança, e a que mais contribuiu na redução da violência e tráfico de drogas.
Wemerson esteve entre os finalistas do prêmio Global Teacher 2017. O prêmio recompensa com 1 milhão de dólares, pagos ao longo de dez anos, o melhor educador do planeta.Emerson foi classificado entre os 10 melhores.  O prêmio foi concedido à canadense Maggie MacDonnell.
Ainda em 2017,  Wemerson foi denunciado por suspeita de apresentar diploma falso de licenciatura em química. Segundo o advogado da Universidade Metropolitana de Santos (Unimes), o diploma apresentado por Wemerson da Silva Nogueira é "grosseiramente falso". A Unimes também instaurou um processo administrativo e disse que havia um grupo de falsários que atuavam no estado do Espírito Santo, em nome da Universidade, e que agora teria migrado para o Nordeste.Em 2018 a SEDU (Secretária de Educação do Espírito Santo) confirmou a falsificação juntamente ao Ministério Público do Espírito Santo. As primeiras suspeitas sobre a autenticidade do seu diploma de graduação haviam surgido em 2016. Diante disso, Wemerson decidiu inscrever-se em outro curso de graduação a distância, no início de 2017.
Em 2018, Wemerson filiou-se ao partido Rede Sustentabilidade a fim de concorrer a uma cadeira de deputado federal pelo Espírito Santo.

## Prêmios
| Ano  | Prêmio                  | Categoria                | Resultado | Ref.                |
| ---- | ----------------------- | ------------------------ | --------- | ------------------- |
| 2014 | Sedu Boas Práticas      | Inovador em sala de aula | Venceu    | [ 8 ]               |
| 2016 | Prêmio Educador Nota 10 | Educador do Ano          | Venceu    | [ 9 ] [ 10 ] [ 11 ] |
| 2017 | Global Teacher Prize    | Melhor Educador do Mundo | Finalista | [ 4 ] [ 12 ]        |